# Stenvallsgården
Stenvallsgården är ett finländskt personmuseum över Aleksis Kivi i byn Palojoki by i Nurmijärvi kommun.
Stenvallsgården var Aleksis föräldrars hem. Aleksis Kivi föddes i huset den 10 oktober 1834 och bodde där upp till skolåldern. Gården byggdes 1824 av Aleksis Kivis far, skräddaren Erik Johan Stenvall. Efter föräldrarnas död såldes gården på auktion 1866, men Aleksis Kivi hade då inte råd att köpa den. J. Fr. Groth köpte huset 1890 och det 1941 bildade Aleksis Kivi-sällskapet köpte det 1947.
Efter renovering till ursprungligt skick, öppnades byggnaden som museum 1951, ägd av Nurmijärvi kommun från 1965. Museets inventarier kommer i viss utsträckning från Stenvalls tid.

## Taborbergets museiområde
Nära Stenvallsgården ligger en kulle, som Aleksis Kivi kallade Taborberget efter det bibliska Tabor. Där lekte byns barn och det var ungdomarnas skidbacke. Där inrättades i slutet av 1970-talet och i början av 1980-talet ett friluftsmuseum med ett lantarbetartorp, ett skomakartorp, en smedsbostad och bodar från andra ställen i Nurmijärvi kommun. Där visas också utställningar om Aleksis Kivi.

## Bildgalleri

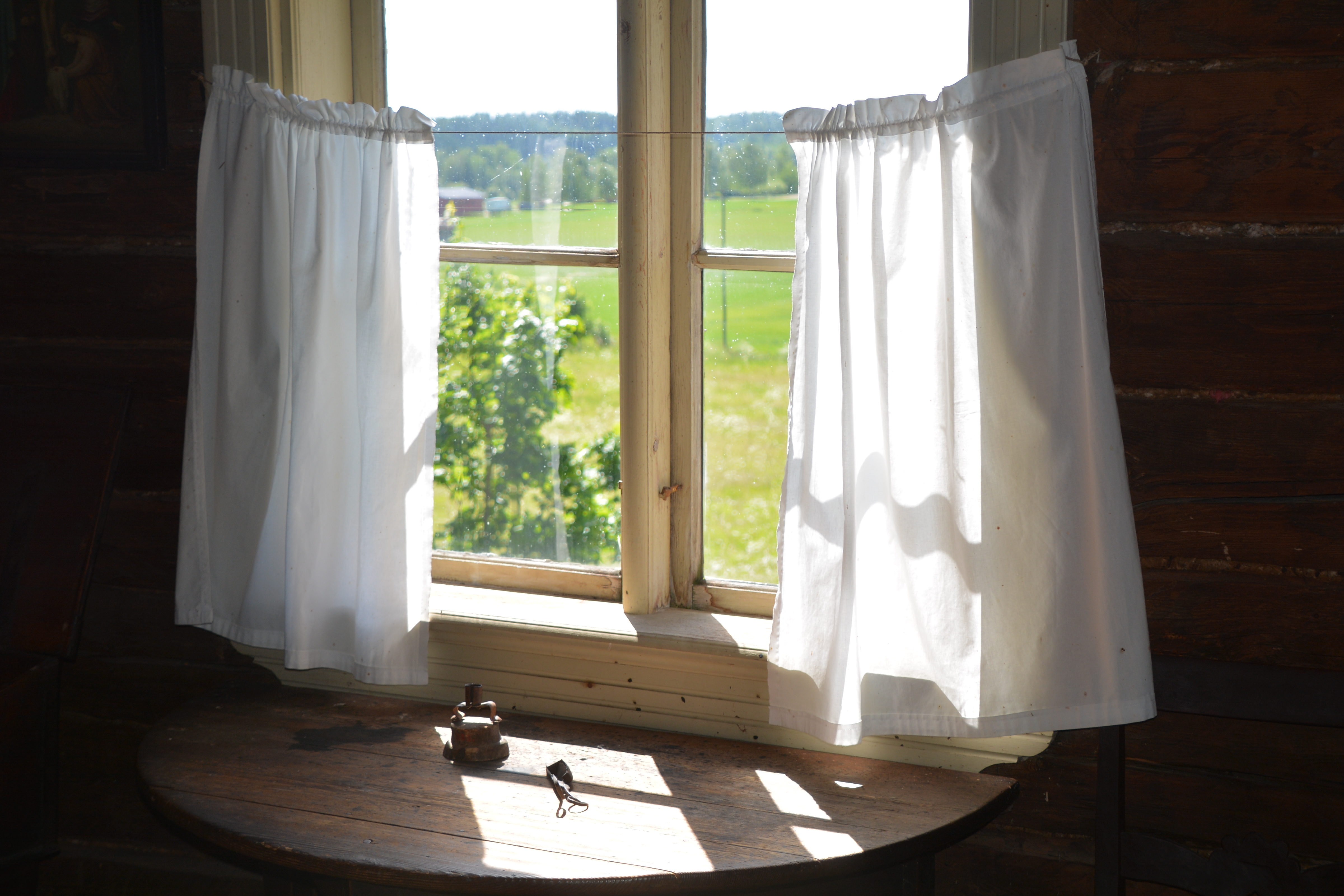
Utsikt från Aleksis Kivis skrivplats
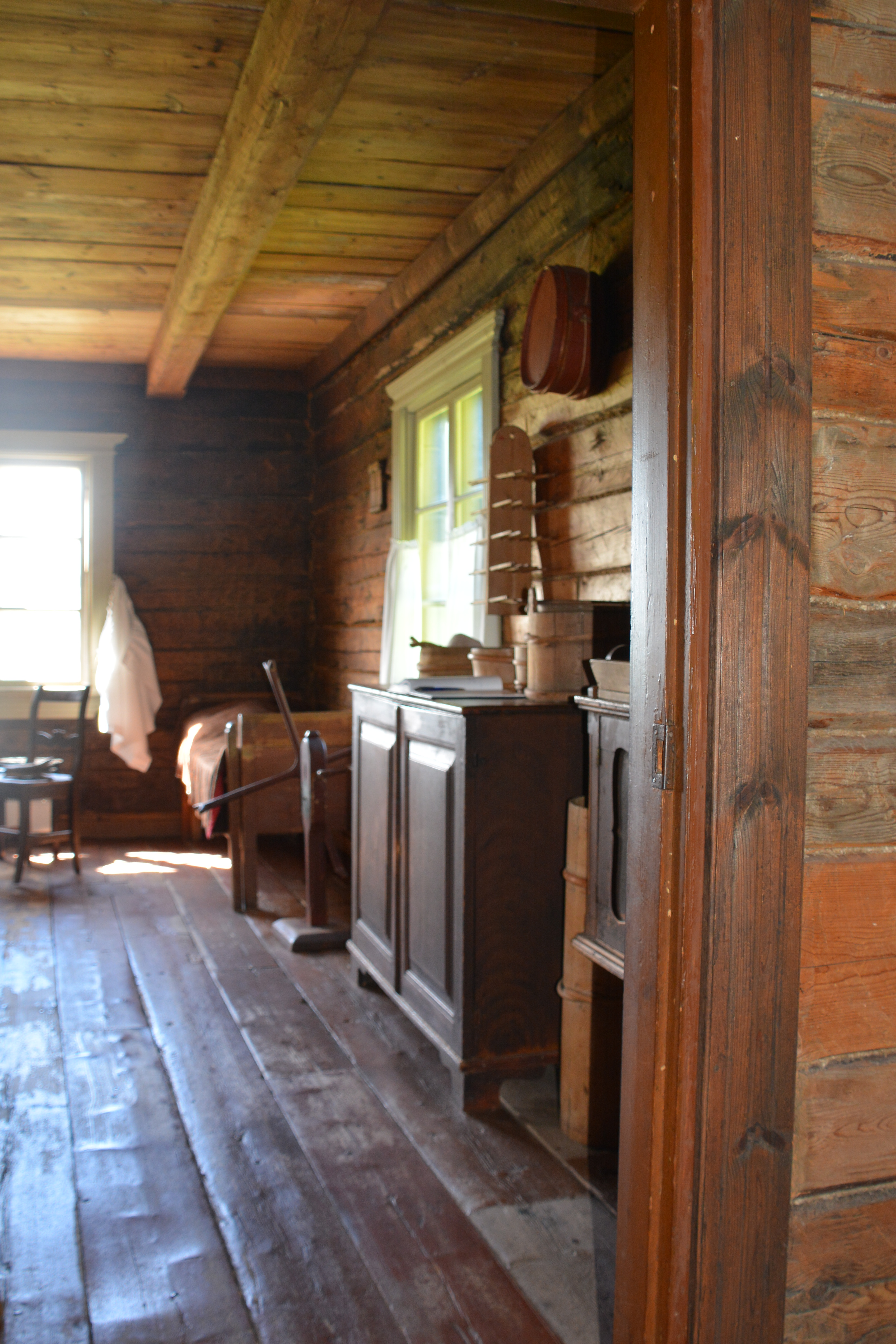
Interiör
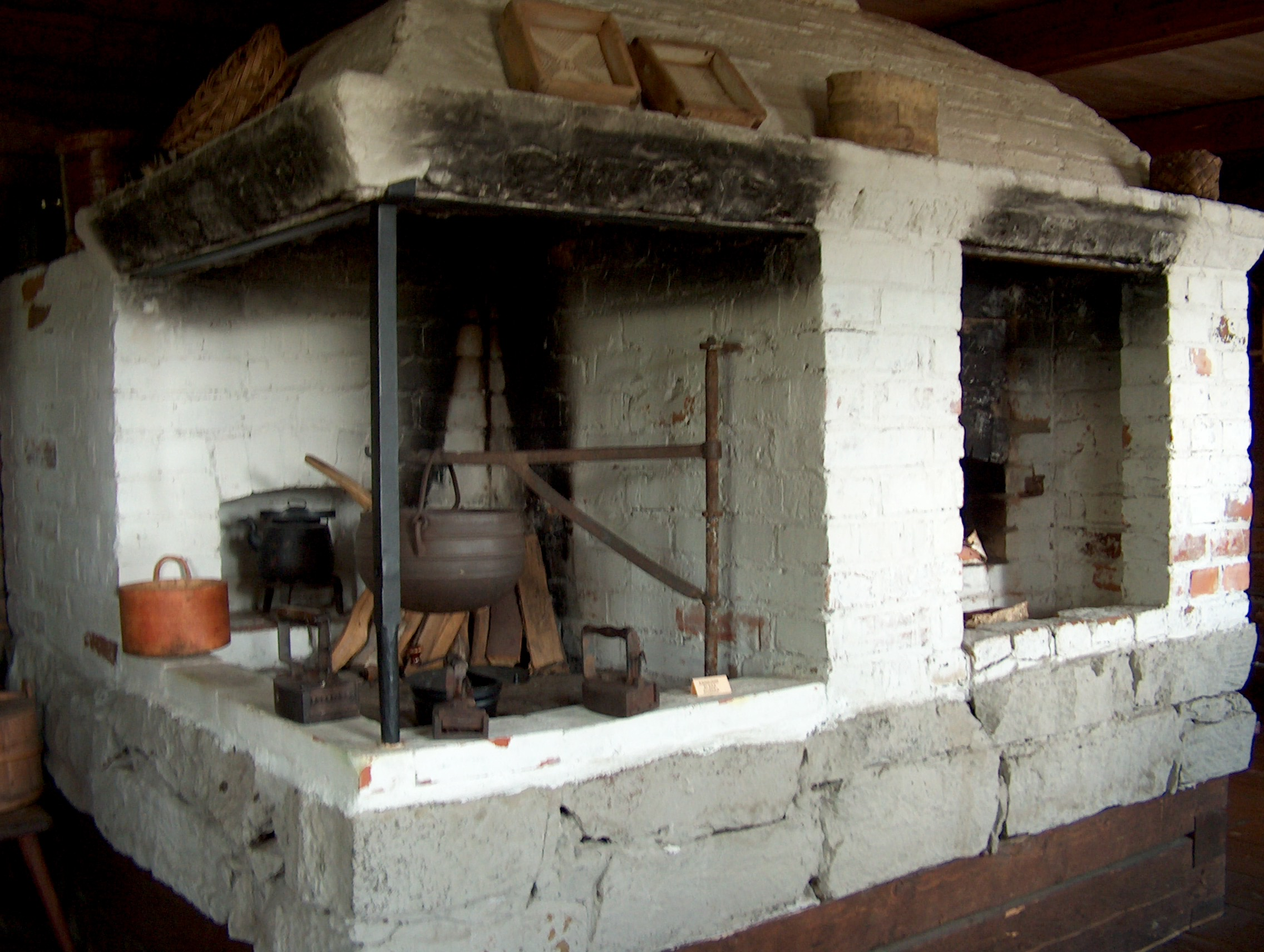
Interiör
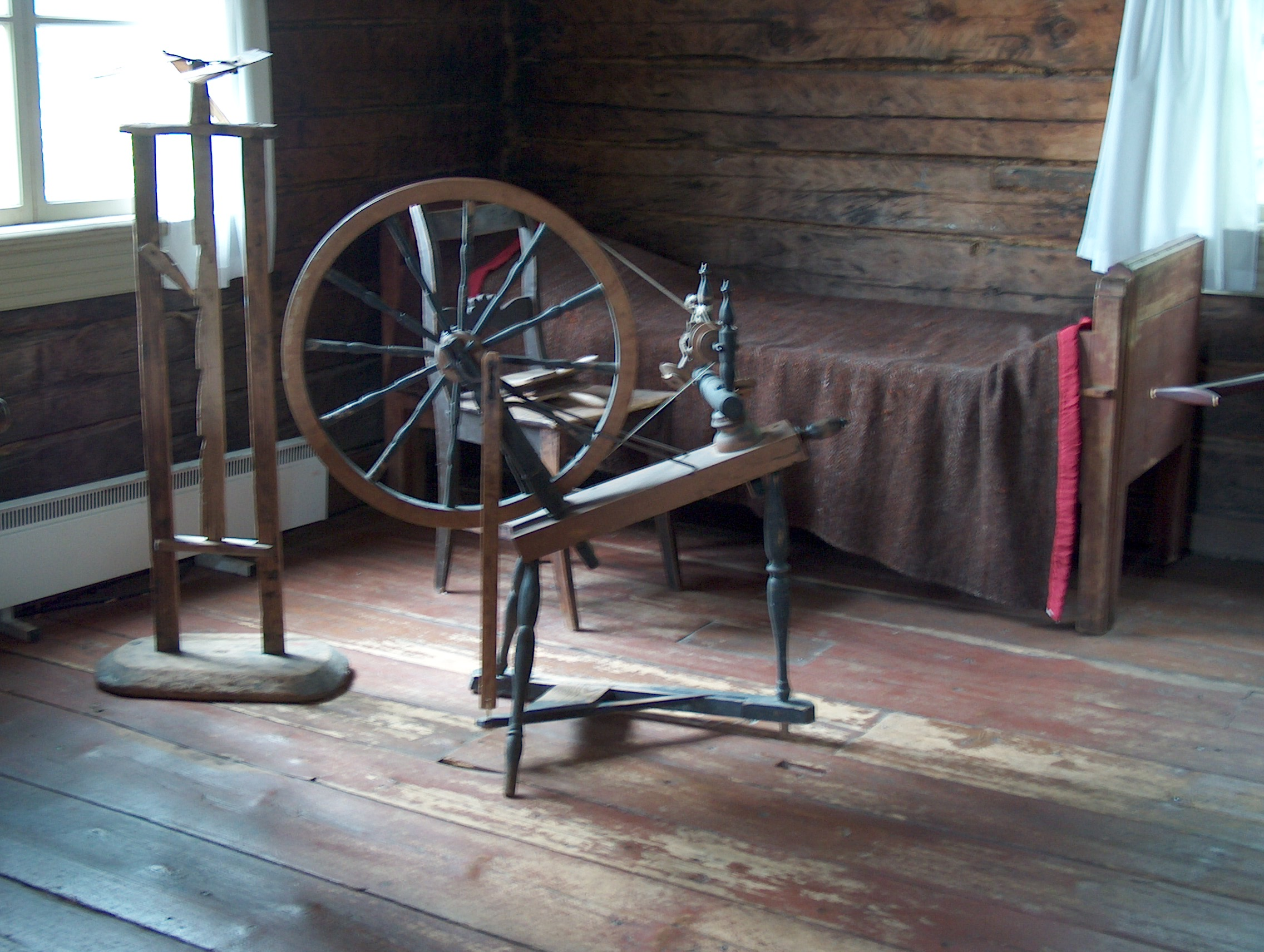
Interiör
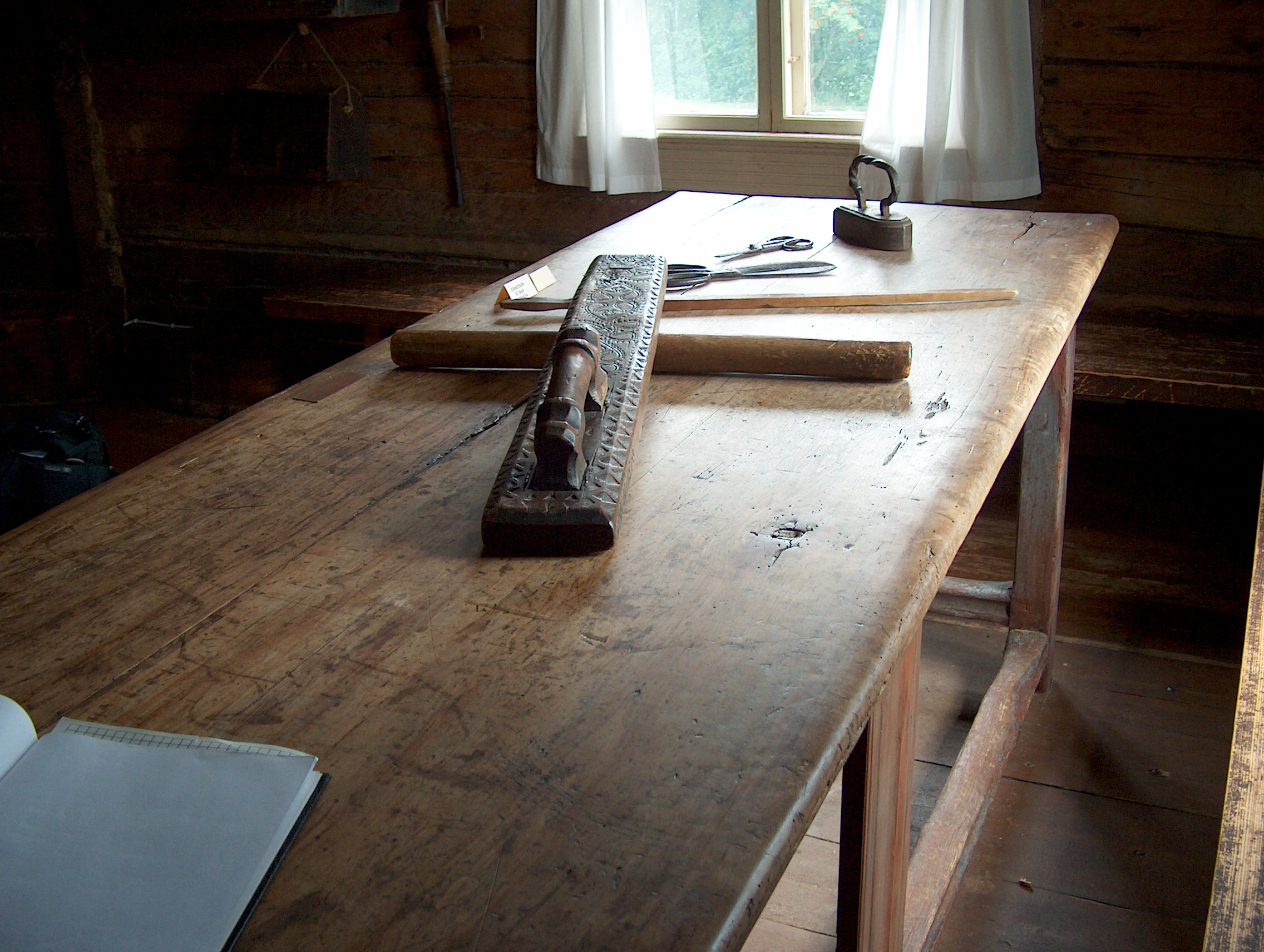
Interiör